# Tradescantia ambigua
Tradescantia ambigua är en himmelsblomsväxtart som beskrevs av Carl Friedrich Philipp von Martius, Joseph August Schultes och Julius Hermann Schultes. Tradescantia ambigua ingår i släktet båtblommor, och familjen himmelsblomsväxter. Inga underarter finns listade.